# Alexandra Penrhyn Lowe
Alexandra Penrhyn Lowe (Heemskerk, 17 september 1974) is een Nederlandse schrijfster van boeken en scenario's, waaronder Het Huis Anubis, VRijland en de boekenserie De Laatste Wachter.

## Levensloop
Penrhyn Lowe groeide op in Hoogeveen. Zij studeerde geschiedenis en journalistiek aan de Rijksuniversiteit Groningen. Na haar studie werkte zij als redacteur voor televisie en tijdschriften. Begin 2006 begon zij als dialoogschrijver van de Nederlands-Vlaamse jeugdsoapserie Het Huis Anubis. Zij schreef daarnaast ook boeken bij de serie (De geheime club van de oude wilg, Het geheim van de tombe, De geheimzinnige vloek, De uitverkorene, Het geheim van Winsbrugge-Hennegouwen, De traan van Isis, De vloek van Anchesenamon).
Verder schreef Penrhyn Lowe de dialogen van de film K3 en de Kattenprins van de Vlaamse "meidengroep" K3. Samen met Anjali Taneja bedacht en schreef zij de eerste Anubisfilms, Anubis en het pad der 7 zonden en Anubis en de wraak van Arghus, waarbij zij ook de boeken schreef. Ook hielp ze mee aan het bedenken van de televisieserie VRijland. Daarnaast schreef ze de Young Adult-boekenserie De Laatste Wachter. Het eerste deel, Sevenster, verscheen begin 2012. Het tweede deel, Wolfsbloed, verscheen in maart 2015. Daarna volgden haar derde deel,  Nachtrijder in  2016 en ten slotte het vierde en laatste deel Leeuwenhart in 2018. 
In 2019 verzorgde ze het scenario van de bioscoopfilm Vals.
- International Standard Name Identifier: 0000 0003 6904 8806
- Nederlandse Thesaurus van Auteursnamen: 298913232
- Système universitaire de documentation: 186390513
- Virtual International Authority File: 262346067
- WorldCat: E39PBJdh4vGpTHbRf8K3kyBpT3